# Polieucte de Constantinoble
Polieucte (en grec medieval Πολύευκτος) va ser patriarca de Constantinoble de l'any 956 al 970.
Nascut a Constantinoble, de molt jove es va fer monjo. Va ser elegit patriarca després de la mort de Teofilacte de Constantinoble, el fill petit de l'emperador Romà Lecapè, per l'abril de l'any 956. El va nomenar l'emperador Constantí VII Porfirogènit, però Polieucte el va criticar, posant en qüestió el matrimoni dels seus pares, i restaurant el bon nom del patriarca Eutimi Sincel·le que s'havia oposat a aque4sta unió. L'any 957 va arribar a Constantinoble la princesa russa Olga de Kíiv i Polieucte la va batejar amb el nom d'Helena. L'emperador Constantí en va ser el padrí.
Es va enfrontar amb Nicèfor II Focas quan aquest es va voler casar amb Teòfano Anastaso, viuda de l'emperador Romà II, perquè considerava que una vídua ho havia de ser per a sempre, va prohibir a Nicèfor besar l'altar, com diu el ritual ortodox, a no ser que fes penitència per aquest matrimoni. A més el patriarca tampoc aprovava que s'hagués saltat la norma segons la qual una dona no podia casar-se amb el padrí de bateig dels seus fills. Com a resposta Nicèfor va convocar un concili per deixar clar que, com que aquelles regles les havia creat l'iconoclasta Constantí V ja no tenien validesa. Polieucte no va acceptar el concili com a legítim i va procedir a excomunicar Nicèfor. Llavors Bardas Focas va declarar que Nicèfor no era padrí de cap dels fills de Teòfano i el patriarca va consentir que es reconciliessin amb l'Església.
Nicèfor Focas va ser brutalment assassinat pel seu successor i nebot Joan I Tsimiscés. Quan el nou emperador va arribar a Santa Sofia, Polieucte no li va permetre l'entrada. Va dir que li imposava tres condicions: la primera que expulsés a Teòfano del palau, ja que segurament estava implicada en la mort del seu marit. la segona que castigués als autors de l'assassinat de Nicèfor Focas, i en tercer lloc que revoqués els decrets sobre l'Església que Nicèfor havia promulgat.
Va morir l'any 970 i l'Església Ortodoxa el va proclamar sant, que commemora el dia 5 de febrer.